# Боянов, Дойчин
Дойчин Боянов (болг. Дойчин Боянов, родился 1 июня 1976 в Софии) — болгарский альпинист, преподаватель Национальной спортивной академии Болгарии

## Биография
Окончил в 1994 году 149-ю среднюю школу имени Ивана Хаджийского и Национальную спортивную академию в 2004 году (в 2005 году — магистратуру по специальности «Спорт высоких достижений»). С 2006 года — преподаватель кафедры туризма, альпинизма и спортивного ориентирования в Национальной спортивной академии, с 2012 года — доктор наук. С 2002 года член Совета управления Болгарской федерации горного туризма и альпинизма. Основатель спортивного клуба «Вертикален свят» (с болг. — «Вертикальный мир»). Член Болгарского антарктического института.

## Покорённые вершины
- 1999: Эльбрус (5642 м)
- 2001: Броуд-Пик (8042 м — высота до 7300 м), Демавенд (5671 м)
- 2002: Арарат (5137 м)
- 2003: Пик Ленина (7134 м)
- 2004: Эверест (8848 м, без кислорода)
- 2005: Чогори (8611 м)
- 2006: Нанга-Парбат (8125 м), Гашербрум I (8068 м — высота до 6500 м)
- 2007: Эль-Капитан (2307 м)
- 2008: Аконкагуа (6962 м), Мёнх (4107 м), Юнгфрау (4158 м), Монблан (4807 м), Мармолада (3342 м)
- 2009: Гашербрум I (8068 м), Монблан (4807 м)
- 2010: Пик Симеона[болг.] (3798 м)
- 2012: Левски (5733 м), Сивата Кула (5433 м)
- 2014: Денали (6194 м)
- 2015: Грейт-Нидл-Пик[болг.] (1679,5 м)
- 2015: Бадиле
- 2016: Алпамайо (5947 м)
- 2017: Пик Святого Бориса[болг.], Пик Симеона[болг.], Пик Академии[болг.]

## Соревнования
- Чемпион Болгарии по альпинизму: 2009 (зима), 2010 (зима), 2010 (лето)
- Серебряный призёр чемпионата Болгарии по горному туризму (2016)
- Бронзовый призёр чемпионата Болгарии по горному туризму (2010)

## Галерея

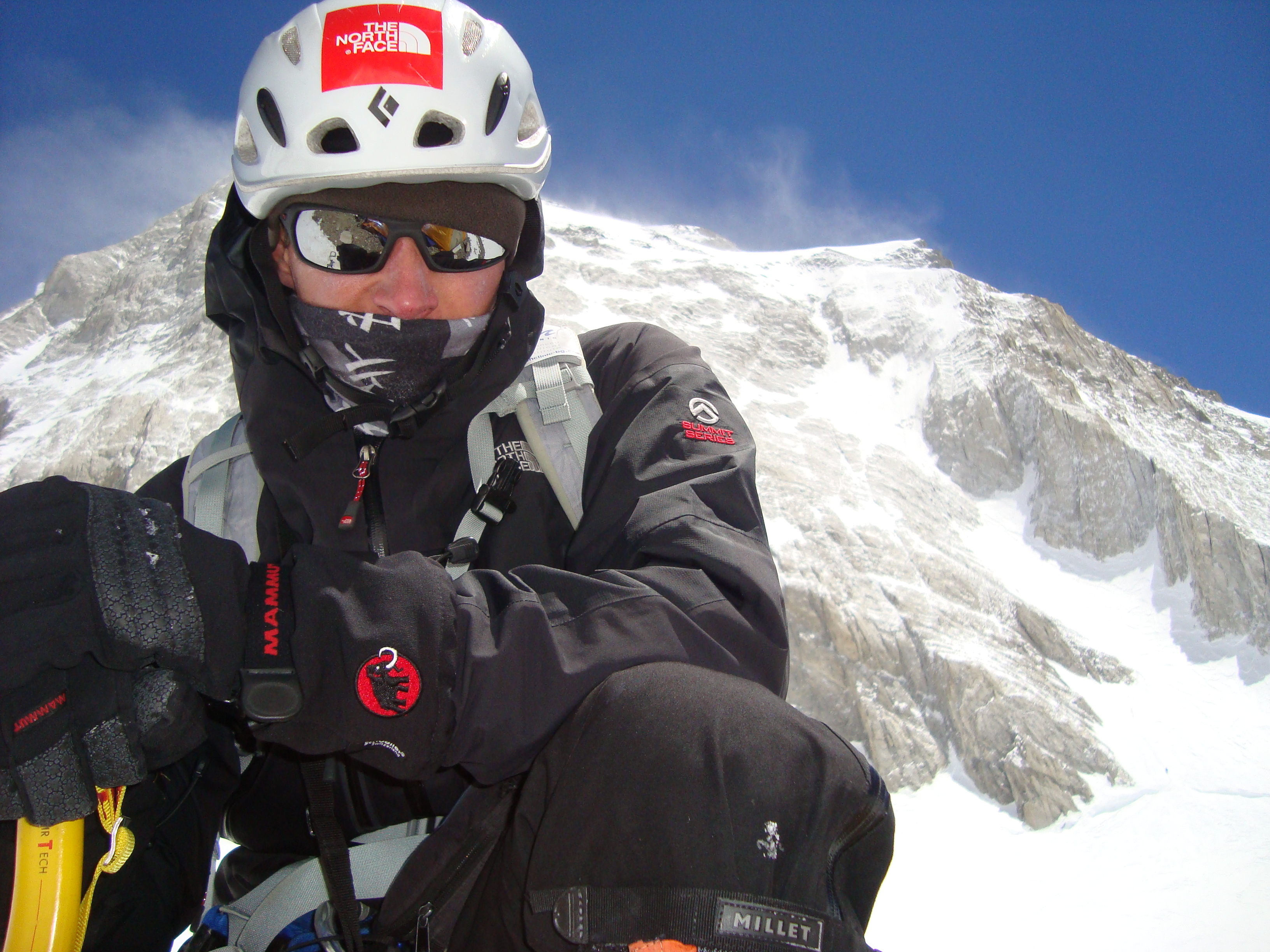
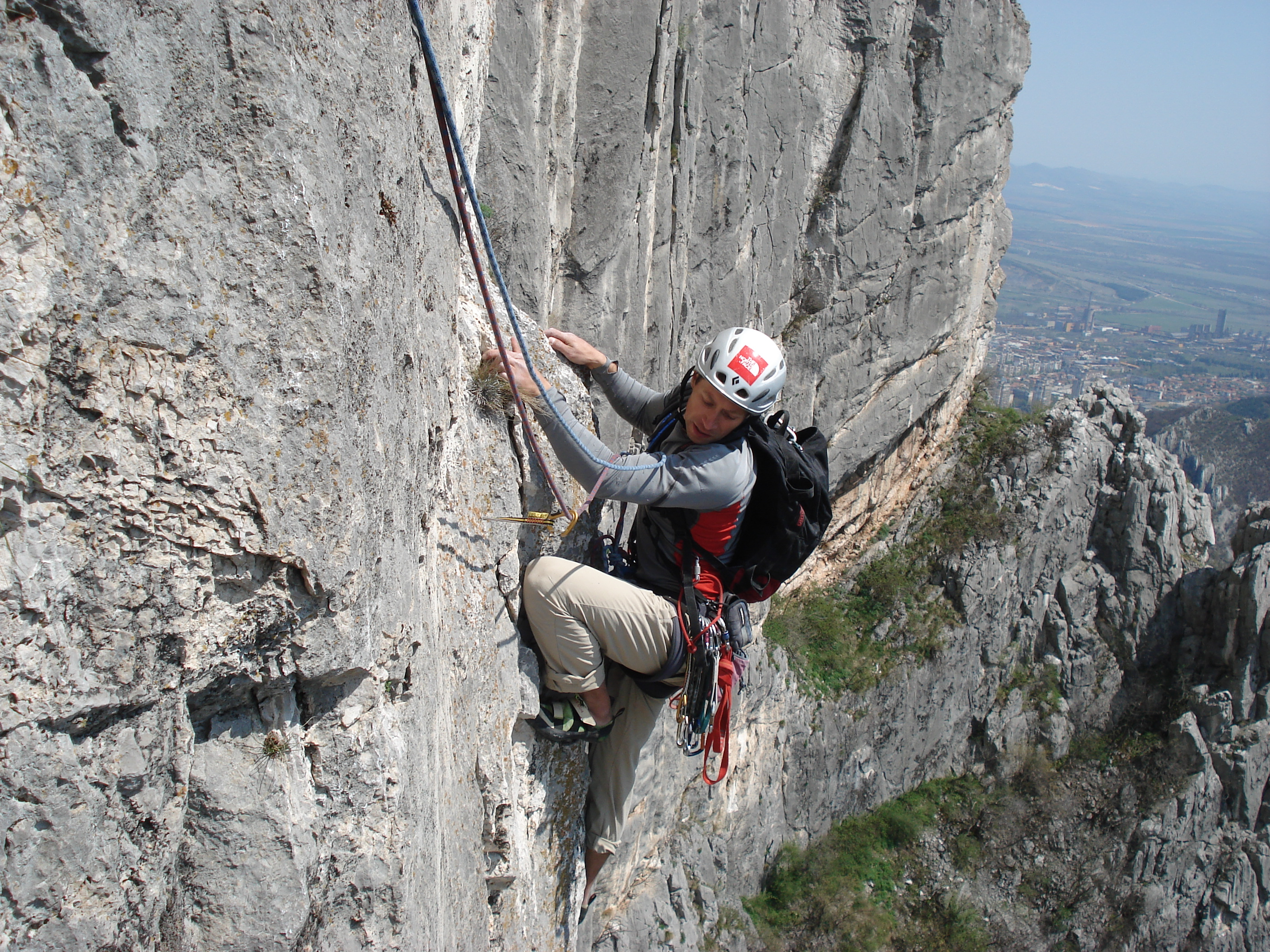
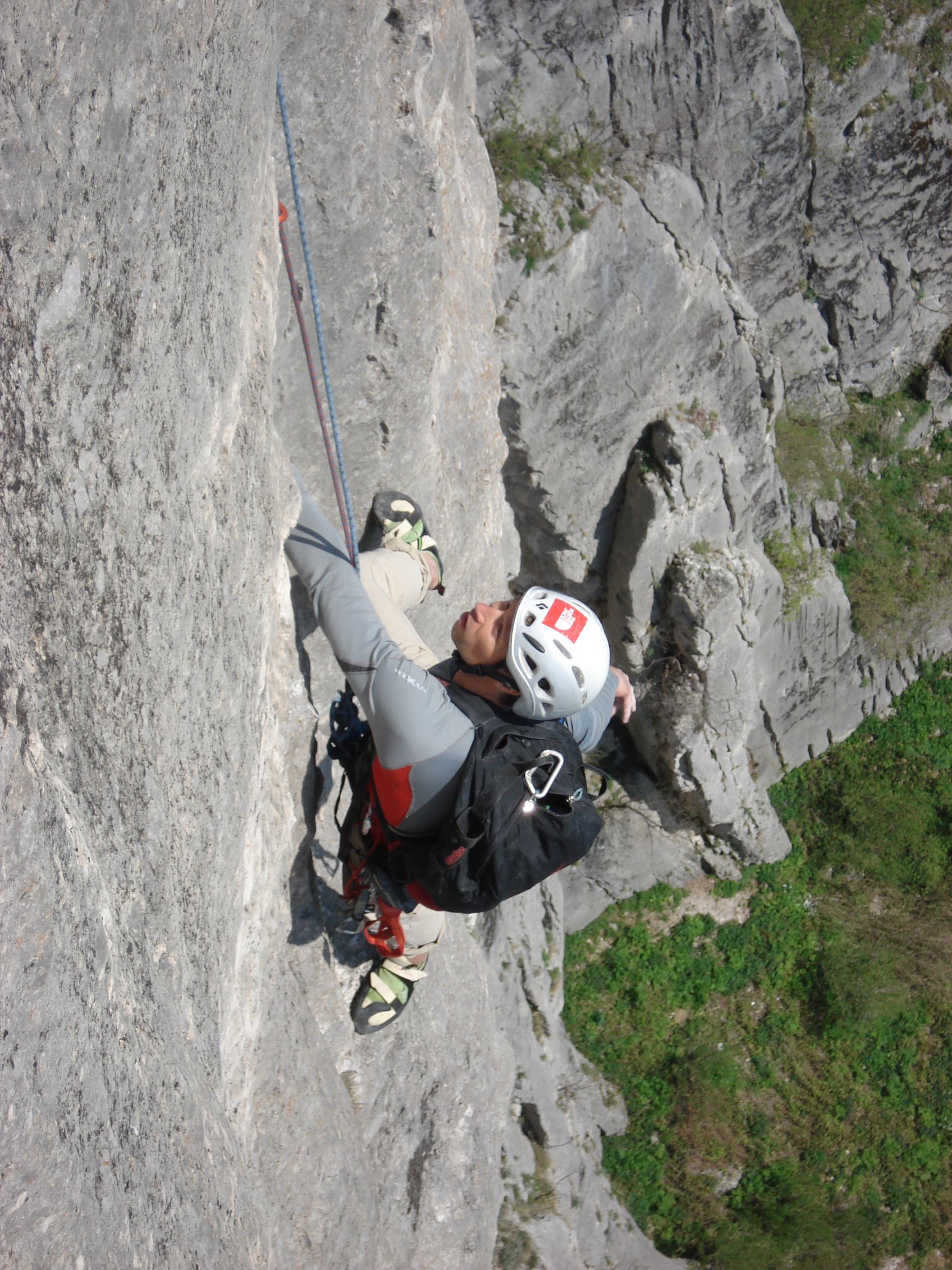